# Musée Matisse (Nice)
Matisse-museet er et museum i Nice, Frankrig, tilegnet kunstneren Henri Matisse.
Museet har en stor samling af mere ukendte værker udstillet i kronologisk orden.